# ISO 22380
La norma ISO 22380 Security and resilience — Authenticity, integrity and trust for products and documents — General principles for product fraud risk and countermeasures in Italia UNI ISO 22380 Sicurezza e resilienza - Autenticità, integrità e affidabilità di prodotti e documenti - Principi generali afferenti al rischio di frode sui prodotti e contromisure è una norma che stabilisce i principi generali da adottare per identificare i rischi legati a vari tipi di frode sui prodotti. Stabilisce inoltre dei riferimenti verso coloro che mettono in atto queste truffe. 
la norma fornisce una guida su come le organizzazioni possono definire contromisure strategiche e commerciali per prevenire o ridurre qualsiasi danno, perdita tangibile o intangibile e i costi di tali attacchi fraudolenti, in modo economicamente vantaggioso.
ISO 22380 è stata pubblicata dal Comitato ISO TC 292 "Security and resilience" nell'Agosto 2018.

## Principali requisiti della norma
La ISO 22380:2018 è strutturata in 4 capitoli nella seguente suddivisione:
- 1 Scopo
- 2 Riferimenti normativi
- 3 Termini e definizioni
- 4 Principi generali per il rischio di frode sui prodotti e contromisure

## Cronologia
| Anno | Descrizione             |
| ---- | ----------------------- |
| 2018 | ISO 22380 (1ª Edizione) |